# 绩光铜柱坊
24°43′29″N 118°10′10″E / 24.72472°N 118.16944°E
绩光铜柱坊位于中国福建省厦门市同安区东郊顶溪头村，2009年被列为福建省文物保护单位。
绩光铜柱坊立于清康熙五十六年（1717年），由当时的福建水师提督施世骠等为施琅而立。坊坐北朝南，为四柱三间三楼式石牌坊，面阔7.86米，高8.08米。正面明间坊额题“绩光铜柱”，背面坊额题“思永岘碑”。额下板镌刻：“解赐御衣龙袍，褒锡诗章，太子太保内大臣靖海将军靖海侯，世袭罔替，兼管提督福建全省水师事务，统辖澎、台水陆官兵，加三级，前镇守同安总兵官，赠太子少傅，谥襄壮施琅。”

## 图片
- 南面
- 南面
- 北面